# Grand Prix Německa 1977
Grand Prix Německa 1977 (oficiálně XXXIX Großer Preis von Deutschland) se jela na okruhu Hockenheimring v Hockenheimu v Německu dne 31. července 1977. Závod byl jedenáctým v pořadí v sezóně 1977 šampionátu Formule 1.

## Závod
| Poř.   | No. | Jezdec             | Konstruktér        | Počet kol | Čas/Odstoupení    | Pořadí na startu | Body |
| ------ | --- | ------------------ | ------------------ | --------- | ----------------- | ---------------- | ---- |
| 1      | 11  | Niki Lauda         | Ferrari            | 47        | 1:31:49.3         | 3                | 9    |
| 2      | 20  | Jody Scheckter     | Wolf-Ford          | 47        | + 14.33           | 1                | 6    |
| 3      | 8   | Hans-Joachim Stuck | Brabham-Alfa Romeo | 47        | + 20.90           | 5                | 4    |
| 4      | 12  | Carlos Reutemann   | Ferrari            | 47        | + 1:00.27         | 8                | 3    |
| 5      | 19  | Vittorio Brambilla | Surtees-Ford       | 47        | + 1:27.37         | 10               | 2    |
| 6      | 23  | Patrick Tambay     | Ensign-Ford        | 47        | + 1:29.81         | 11               | 1    |
| 7      | 18  | Vern Schuppan      | Surtees-Ford       | 46        | + 1 kolo          | 19               |      |
| 8      | 9   | Alex Ribeiro       | March-Ford         | 46        | + 1 kolo          | 20               |      |
| 9      | 3   | Ronnie Peterson    | Tyrrell-Ford       | 42        | Motor             | 14               |      |
| 10     | 16  | Riccardo Patrese   | Shadow-Ford        | 42        | Kolo              | 16               |      |
| Ret    | 24  | Rupert Keegan      | Hesketh-Ford       | 40        | Nehoda            | 23               |      |
| Ret    | 5   | Mario Andretti     | Lotus-Ford         | 34        | Motor             | 7                |      |
| Ret    | 1   | James Hunt         | McLaren-Ford       | 32        | Palivové čerpadlo | 4                |      |
| Ret    | 6   | Gunnar Nilsson     | Lotus-Ford         | 31        | Motor             | 9                |      |
| Ret    | 2   | Jochen Mass        | McLaren-Ford       | 26        | Převodovka        | 13               |      |
| Ret    | 4   | Patrick Depailler  | Tyrrell-Ford       | 22        | Motor             | 15               |      |
| Ret    | 26  | Jacques Laffite    | Ligier-Matra       | 21        | Motor             | 6                |      |
| Ret    | 25  | Héctor Rebaque     | Hesketh-Ford       | 20        | Motor             | 24               |      |
| Ret    | 30  | Brett Lunger       | McLaren-Ford       | 14        | Nehoda            | 21               |      |
| Ret    | 10  | Ian Scheckter      | March-Ford         | 9         | Spojka            | 18               |      |
| Ret    | 7   | John Watson        | Brabham-Alfa Romeo | 8         | Motor             | 2                |      |
| Ret    | 34  | Jean-Pierre Jarier | Penske-Ford        | 5         | Řazení            | 12               |      |
| Ret    | 17  | Alan Jones         | Shadow-Ford        | 0         | Nehoda            | 17               |      |
| Ret    | 22  | Clay Regazzoni     | Ensign-Ford        | 0         | Nehoda            | 22               |      |
| DSQ    | 35  | Hans Heyer         | Penske-Ford        | 9         | Nelegální účast   | PL               |      |
| DNQ    | 27  | Patrick Nève       | March-Ford         |           |                   |                  |      |
| DNQ    | 36  | Emilio de Villota  | McLaren-Ford       |           |                   |                  |      |
| DNQ    | 28  | Emerson Fittipaldi | Fittipaldi-Ford    |           |                   |                  |      |
| DNQ    | 37  | Arturo Merzario    | March-Ford         |           |                   |                  |      |
| DNQ    | 40  | Teddy Pilette      | BRM                |           |                   |                  |      |
| Zdroj: |     |                    |                    |           |                   |                  |      |

## Průběžné pořadí po závodě
Pohár jezdců
| Pořadí | Jezdec           | Body |
| ------ | ---------------- | ---- |
| 1      | Niki Lauda       | 48   |
| 2      | Jody Scheckter   | 38   |
| 3      | Mario Andretti   | 32   |
| 4      | Carlos Reutemann | 31   |
| 5      | James Hunt       | 22   |
| Zdroj: |                  |      |

Pohár konstruktérů
| Pořadí | Konstruktér        | Body    |
| ------ | ------------------ | ------- |
| 1      | Ferrari            | 65 (67) |
| 2      | Lotus-Ford         | 47      |
| 3      | Wolf-Ford          | 38      |
| 4      | McLaren-Ford       | 34      |
| 5      | Brabham-Alfa Romeo | 23      |
| Zdroj: |                    |         |